# ジャマイカ国防軍
ジャマイカ国防軍（ジャマイカこくぼうぐん、英語：Jamaica Defence Force、JDF）は、ジャマイカの軍事組織。
2024年時点で総員5,950人、予備役2,580人。
国防軍は地上軍であるジャマイカ連隊を基幹に、航空団、沿岸警備隊のほか予備役部隊から成る。

## 歴史
ジャマイカ国防軍は西インド連隊から派生して成立した。西インド連隊は1795年から1926年までイギリス管理下で運用されていた。この他に国防軍の伝統には初期植民地のジャマイカ民兵を含む。キングストン歩兵連隊は第一次世界大戦後に再編成されジャマイカ歩兵連隊になり第二次世界大戦に参加する。1958年に西インド連邦が成立する事となり西インド連隊は連邦の一部として再編された。1962年に西インド連邦が解散する事となり、国防軍が創設される事となる。
近年は、警察の任務のうち麻薬密輸と世界最悪水準の殺人事件に対処しているジャマイカ保安隊（JCF）を支援するために出動している。国防軍部隊は凶悪犯罪発生地帯やギャング地域に武装巡察隊を派遣している。この措置に対し世論は賛否両論の動きがあった。2005年前半に野党指導者エドワード・シアガは国防軍と保安隊の合併を要求するも、与野党および国民の多くはこれを支持しなかった。

## 組織
- 国防軍本部
  - 第1部
  - 第2部
  - 第3部
  - 第4部
- 国防軍情報隊（Int）
- ジャマイカ連隊
  - 第1大隊
  - 第2大隊
  - 第3大隊（予備役）
- 工兵連隊
  - 第2野戦中隊
  - 第3建設中隊
  - 第4支援中隊
  - 第5整備中隊
- 支援役務大隊（Sp Svcs Bn）
  - 管理隊（AU）
  - 補給隊（SD）
  - 訓練補充部（Trg Depot）
  - 作業部（W）
  - 輸送隊（TU）
  - 牧師隊（PU）
- 戦闘支援大隊（Cbt Sp Bn）
- ジャマイカ軍楽隊
- ジャマイカ連隊軍楽隊（TU）

### 航空団
航空団（JDF Air Wing）は、ジャマイカ国防軍の航空部隊組織。人員規模は140人を擁し、ジャマイカ軍航空学校（JMAS）も運営する。

### 沿岸警備隊
ジャマイカ沿岸警備隊（JDF Coast Guard）は、ジャマイカ国防軍の隷下で海上における法執行活動を主任務とする組織。人員規模は190人を擁し、漁業保護、麻薬対策、出入国管理、税関業務の他、有害物質の流出対策や海洋環境の保護を行なう。主要基地はポート・ロイヤルとペドロ諸島に設けられ、小型基地がディスカバリー湾（Discovery Bay）にある。

## 装備

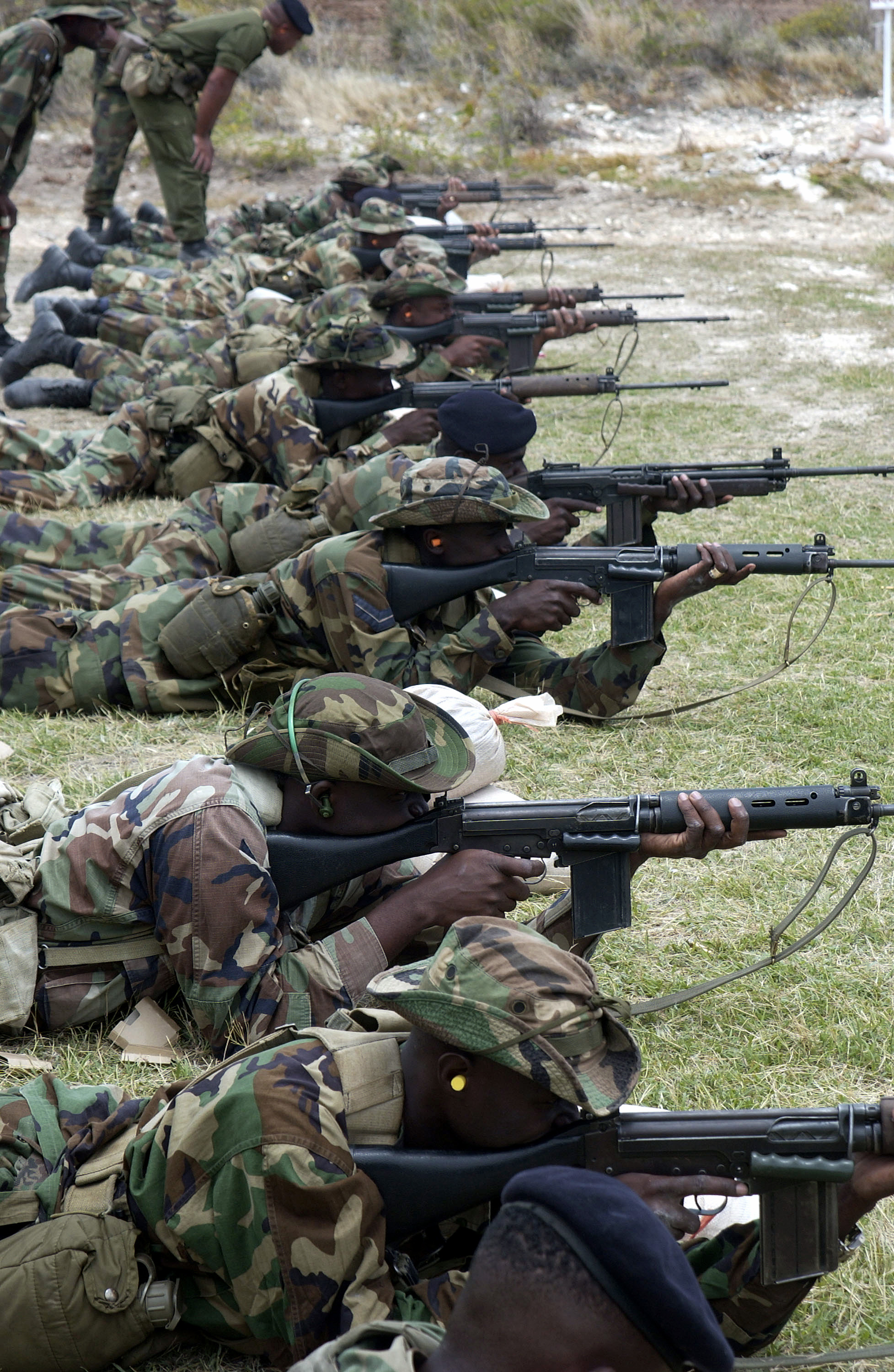
演習中のジャマイカ国防軍の兵士。使用しているのはL1A1である。

### 小火器
- FN ブローニング・ハイパワー
- グロック17
- M16自動小銃
- M4カービン
- SA80
- L7A1
- ブローニングM2重機関銃
- M79 グレネードランチャー

### 火砲
- L16 81mm 迫撃砲 × 12門[1]
- SBML 2インチ迫撃砲 × 不明

### 車両

#### 装甲車両
- ブッシュマスター（MRAP）：18台[1]

#### 輸送車両
- ランドローバー・ディフェンダー
- トヨタ・ランドクルーザー
- トヨタ・ハイエース
- トヨタ・コースター
- トヨタ・ダイナ
- フォード・LN7000（英語版）

#### 公用車
- ボルボ・S90（参謀長専用車）
- トヨタ・クラウン
- トヨタ・コロナ
- トヨタ・ハイラックス
- トヨタ・カムリ
- トヨタ・ランドクルーザープラド

### 艦艇

ジャマイカ国防軍沿岸警備隊の海軍旗

- HMJS ナニー・オブ・ザ・マルーンズ (Nanny of the Marrons)[1][2]
- カウンティ型巡視艇 - 3隻[1]
  - HMJS ミドルセックス（Middlesex）
  - HMJS ポール・ボーグル（Paul Bogle）
  - HMJS フォート・チャールズ（Fort Charles）
- ドーントレス型巡視艇 - 4隻[1]

### 航空機

ジャマイカ国防軍航空団の国籍マーク

#### 固定翼機
- スーパーキングエア350ER × 1機[1]
- ダイヤモンド DA40-180FP（英語版） × 2機（訓練用）[1]
- BN-2Aディフェンダー × 1機（保管中）[1]

#### 回転翼機
- ベル 206B3 × 1機[1]
- ベル 407 × 3機[1]
- ベル 412EP × 2機（うち1機保管中）[1]
- ベル 429 × 3機[1]
- ベル 505（英語版） × 6機[1]

## 階級
| 日本語   | 英語               | 英語（沿岸警備隊）            | NATO階級符号 |
| -------- | ------------------ | ----------------------------- | ------------ |
| 士官     |                    |                               |              |
| 中将     | Lieutenant General | Vice Admiral                  | OF-8         |
| 少将     | Major General      | Rear Admiral                  | OF-7         |
| 准将     | Brigadier          | Commodore                     | OF-6         |
| 大佐     | Colonel            | Captain                       | OF-5         |
| 中佐     | Lieutenant Colonel | Commander                     | OF-4         |
| 少佐     | Major              | Lieutenant Commander          | OF-3         |
| 大尉     | Captain            | Lieutenant                    | OF-2         |
| 中尉     | First Lieutenant   | Lieutenant JG                 | OF-1         |
| 少尉     | Second Lieutenant  | Sub Lieutenant                | OF-1         |
| 下士官   |                    |                               |              |
| 上級准尉 | Warrant Officer 1  | Master Chief Petty Officer I  | OR-9         |
| 准尉     | Warrant Officer 2  | Master Chief Petty Officer II | OR-8         |
| 曹長     | Staff Sergeant     | Chief Petty Officer           | OR-7         |
| 軍曹     | Sergeant           | Petty Officer                 | OR-6         |
| 兵卒     |                    |                               |              |
| 上等兵   | Corporal           | Leading Seaman                | OR-4         |
| 一等兵   | Lance Corporal     |                               | OR-3         |
| 一等兵   |                    | Able Seaman                   | OR-2         |
| 二等兵   | Private            |                               | OR-2         |
| 二等兵   |                    | Ordinary Seaman               | OR-1         |